# 오리엔탈 발라드
한국의 발라드에서 파생된 하위 장르이다. 오리엔탈 발라드는 기본 골조는 발라드지만, 오리엔탈이란 말마따나 좀 더 강한 동양풍 느낌에 피리, 가야금, 대금, 해금 등 전통적인 국악기들이나 중국 고대 악기들이 상대적으로 많이 들어간다는 점이 기존 발라드와 차이점이다.
오리엔탈 발라드는 1999년 이승환의 곡 '당부'를 시초로 꼽는다. 그리고 오리엔탈 발라드라는 용어가 대중적으로 사용되기 시작한 것은 가수 이수영의 등장이 시발점이 되었다는게 정론이다.

## 전성기
오리엔탈 발라드는 이수영의 등장과 함께 엄청난 전성기를 구가한다. 특히 2002년 이수영의 4집 타이틀곡 '라라라'는 엄청난 히트를 기록하며 음악방송 첫 1위도 하였으며, 이후에도 2003년 '덩그러니'와 2005년 '휠릴리'로 이루어지는 엄청난 전성기를 구가하여 이수영에게 음악 시상식 대상이라는 영광도 안겨준다.
그 외 가수 이안의 1집 <물고기자리> 역시 이러한 오리엔탈 발라드의 인기에 힘입어 꽤 인기를 얻었다. 2005년 이선희의 13집 <사춘기>에 수록된 오리엔탈 발라드곡인 '인연' 역시 영화 왕의남자 OST에 들어가면서 엄청난 히트를 쳤고 지금도 이선희의 대표곡 중 하나로 남아있다.

## 현재
이렇게 2000년대 절정기를 달린 오리엔탈 발라드였지만 장르 자체를 견인하던 이수영이 7집 이후 여러 가지 이유로 하락세를 타고, 이안 역시 2집은 1집만큼 성공하진 못하면서 이후 오리엔탈 발라드는 침체기를 맞게 된다. 사실 이는 2010년대 이후 발라드의 상대적 침체기와 맞물리는 원인도 있다. 
다만 K-발라드 자체가 최절정기보다 못할 뿐이지 대중음악의 주류 장르 중 하나인건 변함이 없기에, 오리엔탈 발라드 역시 사극 드라마 OST 등에 쓰이며 생명줄은 이어가고 있다. 
2010년대 이후엔 안예은, 서도밴드 등의 등장 이후 기존의 오리엔탈 발라드에서 좀 더 진화한 새로운 형태의 오리엔탈 발라드도 나타나고 있으며, 가곡과 결합한 형태의 오리엔탈 발라드 역시 찾아볼 수 있다. 

## 대표적인 아티스트
- 이수영
- 이안
- 안예은